# Sededema
Die Sededema (russisch Седедема) ist ein linker Nebenfluss der Kolyma in Sibirien (Russland, Asien). 
Mit ihrem längsten Quellfluss, der Mittleren Sededema (russisch Средняя Седедема, Srednjaja Sededema), ist die Sededema 567 km lang. Die Sededema entspringt auf dem Alaseja-Plateau und durchfließt im weiteren Verlauf das Kolyma-Tiefland im Nordosten der Republik Sacha (Jakutien).
Das Einzugsgebiet umfasst 18.500 km². Die Sededema gefriert von Oktober bis Mai. Im Einzugsgebiet der Sededema gibt es über 3.000 Seen mit einer Gesamtfläche von über 700 km². Die wichtigsten Nebenflüsse sind von rechts der Sykynach (Сыкынах), von links Kyllach (Кыллах), Djaski (Дьяски) und Ulachan-Jurjach (Улахан-Юрях).